# Bobby Farrell

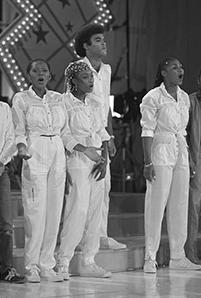
Bobby Farrell (3. zleva) vystupuje se skupinou Boney M. (1981)

Roberto „Bobby“ Alfonso Farrell (6. října 1949 San Nicolaas, Aruba – 30. prosince 2010 Petrohrad) byl nizozemský tanečník a umělec, pocházející z karibského ostrova Aruba. Proslavil se jako člen úspěšné popové skupiny Boney M.
Arubu opustil v patnácti letech, kdy se stal námořníkem. Nejprve žil v Norsku, poté v Nizozemsku a nakonec v Německu. Tam pracoval nejčastěji jako diskžokej, než si ho všiml producent Frank Farian, který zrovna zakládal novou skupinu Boney M. a vybral ho jako sólového zpěváka do skupiny, ačkoliv později přiznal, že Bobby většinu písní nenazpíval. Sám Farian nazpíval ve studiu mužské party písní. Liz Mitchellová také potvrdila, že na nahrávkách zpívala pouze ona a Farian.
V roce 2005 se představil jako tanečník ve videoklipu písně Turn on the Music od Rogera Sancheze.
Žil v amsterdamské čtvrti Amstelveen. Zemřel ráno 30. prosince 2010 v hotelu v Petrohradě. Večer předtím měl vystoupení se svou skupinou. V den smrti měl pokračovat se skupinou dále do Itálie. Příčinou smrti bylo podle pitvy selhání srdce po dlouhodobějších zdravotních obtížích.

## Diskografie

### Singly
- 1982 Polizei / A Fool In Love
- 1985 King OF Dancing / I See You
- 1987 Hoppa Hoppa / Hoppa Hoppa (Instrumental)
- 1991 Tribute To Josephine Baker
- 2004 Aruban Style (Mixes) S-Cream Featuring Bobby Farrell
- 2006 The Bump EP

### Boney M.
- 2000 The Best Of Boney M. (DVMore)
- 2001 Boney M. – I Successi (DVMore)
- 2001 The Best Of Boney M. (II) (compilation)
- 2001 The Best Of Boney M. (III) (compilation)
- 2005 Boney M. – Remix 2005 (spolu se Sandy Chambersovou) (compilation) (Crisler)
- 2007 Boney M. – Disco Collection (compilation)